# مونیکا کریستنسن سولوس
مونیکا کریستنسن سولوس (انگلیسی: Monica Kristensen Solås؛ زادهٔ  ۳۰ ژوئن ۱۹۵۰)  گردشگر، نویسنده، و هواسنج (پیشه) اهل نروژ است.